# Liam Scales
Liam Scales (Dublino, 8 agosto 1998) è un calciatore irlandese, difensore del Celtic.

## Caratteristiche tecniche
È un difensore centrale.

## Carriera

### Club
Cresciuto nel settore giovanile dell'UCD, debutta in prima squadra il 18 luglio 2016 in occasione del match di First Division vinto 4-1 contro il Cabinteely; nel 2018 ottiene la promozione in Premier Division e nel 2020 viene acquistato dallo Shamrock Rovers, con cui debutta nelle competizioni europee.
Nell'agosto del 2021 si trasferisce in Scozia al Celtic.

### Nazionale
Ha giocato nella nazionale irlandese Under-21.
Il 13 ottobre 2023 esordisce in nazionale maggiore nella sconfitta interna contro la Grecia (0-2).
Il 10 ottobre 2024 realizza il suo primo gol per l'Irlanda nella sfida vinta in Nations League in casa della Finlandia (1-2).

## Statistiche
Statistiche aggiornate al 16 settembre 2021.

### Presenze e reti nei club
| Stagione               | Squadra                | Campionato             | Campionato | Campionato | Coppe nazionali | Coppe nazionali | Coppe nazionali | Coppe continentali | Coppe continentali | Coppe continentali | Altre coppe | Altre coppe | Altre coppe | Totale | Totale | Totale |
| Stagione               | Squadra                | Comp                   | Pres       | Reti       | Comp            | Pres            | Reti            | Comp               | Pres               | Reti               | Comp        | Pres        | Reti        | Pres   | Reti   |        |
| ---------------------- | ---------------------- | ---------------------- | ---------- | ---------- | --------------- | --------------- | --------------- | ------------------ | ------------------ | ------------------ | ----------- | ----------- | ----------- | ------ | ------ | ------ |
| 2016                   | UCD                    | 1D                     | 13         | 2          | CI+CdL          | 1+0             | 0               |                    | -                  | -                  |             | -           | -           | 14     | 2      |        |
| 2017                   | UCD                    | 1D                     | 24         | 1          | CI+CdL          | 0+1             | 0               |                    | -                  | -                  |             | -           | -           | 25     | 1      |        |
| 2018                   | UCD                    | 1D                     | 26         | 3          | CI+CdL          | 2+2             | 0               |                    | -                  | -                  |             | -           | -           | 30     | 3      |        |
| 2019                   | UCD                    | PD                     | 30         | 1          | CI+CdL          | 0+2             | 0               |                    | -                  | -                  |             | -           | -           | 32     | 1      |        |
| 2020                   | Shamrock Rovers II     | 1D                     | 1          | 1          |                 | -               | -               |                    | -                  | -                  |             | -           | -           | 1      | 1      |        |
| 2020                   | Shamrock Rovers        | PD                     | 16         | 0          | CI              | 3               | 0               | UEL                | 1                  | 0                  |             | -           | -           | 20     | 0      |        |
| 2021                   | Shamrock Rovers        | PD                     | 23         | 2          | CI              | 0               | 0               | UCL+UECL           | 2+4                | 0                  | SI          | 1           | 0           | 30     | 2      |        |
| Totale Shamrock Rovers | Totale Shamrock Rovers | Totale Shamrock Rovers | 39         | 2          |                 | 3               | 0               |                    | 7                  | 0                  |             | 1           | 0           | 50     | 2      |        |
| 2021-2022              | Celtic                 | SP                     | 5          | 1          | SC+CdL          | 2+2             | 1+0             | UCL+UEL+UECL       | 0+3+1              | 0                  | -           | -           | -           | 13     | 2      |        |
| 2022-2023              | Aberdeen               | SP                     | 31         | 1          | CS+CdL          | 1+7             | 0               |                    | -                  | -                  |             | -           | -           | 39     | 1      |        |
| 2023-2024              | Celtic                 | SP                     | 34         | 1          | SC+CdL          | 5+0             | 0+0             | UCL                | 6                  | 0                  | -           | -           | -           | 45     | 1      |        |
| 2024-2025              | Celtic                 | SP                     | 18         | 2          | SC+CdL          | 1+3             | 0+0             | UCL                | 5                  | 1                  | -           | -           | -           | 27     | 3      |        |
| Totale Celtic          | Totale Celtic          | Totale Celtic          | 57         | 4          |                 | 13              | 1               |                    | 15                 | 1                  |             | -           | -           | 85     | 6      |        |
| Totale carriera        | Totale carriera        | Totale carriera        | 221        | 15         |                 | 32              | 2               |                    | 22                 | 1                  |             | 1           | 0           | 276    | 16     |        |

### Cronologia presenze e reti in nazionale
| Cronologia completa delle presenze e delle reti in nazionale ― Irlanda | Cronologia completa delle presenze e delle reti in nazionale ― Irlanda | Cronologia completa delle presenze e delle reti in nazionale ― Irlanda | Cronologia completa delle presenze e delle reti in nazionale ― Irlanda | Cronologia completa delle presenze e delle reti in nazionale ― Irlanda | Cronologia completa delle presenze e delle reti in nazionale ― Irlanda | Cronologia completa delle presenze e delle reti in nazionale ― Irlanda | Cronologia completa delle presenze e delle reti in nazionale ― Irlanda |
| Data                                                                   | Città                                                                  | In casa                                                                | Risultato                                                              | Ospiti                                                                 | Competizione                                                           | Reti                                                                   | Note                                                                   |
| ---------------------------------------------------------------------- | ---------------------------------------------------------------------- | ---------------------------------------------------------------------- | ---------------------------------------------------------------------- | ---------------------------------------------------------------------- | ---------------------------------------------------------------------- | ---------------------------------------------------------------------- | ---------------------------------------------------------------------- |
| 13-10-2023                                                             | Dublino                                                                | Irlanda                                                                | 0 – 2                                                                  | Grecia                                                                 | Qual. Euro 2024                                                        | -                                                                      |                                                                        |
| 16-10-2023                                                             | Faro                                                                   | Gibilterra                                                             | 0 – 4                                                                  | Irlanda                                                                | Qual. Euro 2024                                                        | -                                                                      | 74’                                                                    |
| 18-11-2023                                                             | Amsterdam                                                              | Paesi Bassi                                                            | 1 – 0                                                                  | Irlanda                                                                | Qual. Euro 2024                                                        | -                                                                      |                                                                        |
| 4-6-2024                                                               | Dublino                                                                | Irlanda                                                                | 2 – 1                                                                  | Ungheria                                                               | Amichevole                                                             | -                                                                      | 46’ 78’                                                                |
| 11-6-2024                                                              | Aveiro                                                                 | Portogallo                                                             | 3 – 0                                                                  | Irlanda                                                                | Amichevole                                                             | -                                                                      |                                                                        |
| 10-10-2024                                                             | Helsinki                                                               | Finlandia                                                              | 1 – 2                                                                  | Irlanda                                                                | UEFA Nations League 2024-2025 - 1º turno                               | 1                                                                      |                                                                        |
| 13-10-2024                                                             | Atene                                                                  | Grecia                                                                 | 2 – 0                                                                  | Irlanda                                                                | UEFA Nations League 2024-2025 - 1º turno                               | -                                                                      |                                                                        |
| 14-11-2024                                                             | Dublino                                                                | Irlanda                                                                | 1 – 0                                                                  | Finlandia                                                              | UEFA Nations League 2024-2025 - 1º turno                               | -                                                                      |                                                                        |
| 17-11-2024                                                             | Londra                                                                 | Inghilterra                                                            | 5 – 0                                                                  | Irlanda                                                                | UEFA Nations League 2024-2025 - 1º turno                               | -                                                                      | 43’, 51’                                                               |
| 6-6-2025                                                               | Dublino                                                                | Irlanda                                                                | 1 – 1                                                                  | Senegal                                                                | Amichevole                                                             | -                                                                      | 85’                                                                    |
| Totale                                                                 |                                                                        | Presenze                                                               | 10                                                                     |                                                                        | Reti                                                                   | 1                                                                      |                                                                        |

## Palmarès

### Club

#### Competizioni nazionali
- First Division: 1

UCD: 2018
- Campionato irlandese: 1

Shamrock Rovers: 2020
- Coppa di Lega scozzese: 2

Celtic: 2021-2022, 2024-2025
- Campionato scozzese: 3

Celtic: 2021-2022, 2023-2024, 2024-2025
- Coppa di Scozia: 2

Celtic: 2022-2023, 2023-2024